# Jaroslav Fryčer
Jaroslav Fryčer (13. června 1932 Ostrava – 26. září 2006 Brno) byl český romanista, literární kritik a teoretik, překladatel z francouzského jazyka a vysokoškolský pedagog.

## Život
Narodil se v roce 1932 v Ostravě. Studia na reálném gymnáziu v Ostravě a Znojmě ukončil v Brně, kde také v roce 1951 začal studovat na Filozofické fakultě Masarykovy univerzity, obor francouzština a čeština. Jeho profesory na jazyky a literaturu tam byli Dušan Jeřábek a Antonín Grund (čeština) a Otakar Novák (francouzština). Studium ukončil získáním diplomu v roce 1956.
Po ukončení studia, v letech 1956–1962 získával zkušenosti jako pedagog. Potom se vrátil na Filozofickou fakultu Masarykovy univerzity, katedru romanistiky, kde se stal asistentem profesora Otakara Nováka, který ho zapojil do některých svých prací na připravovaném díle Slovník spisovatelů. Francie, Švýcarsko, Belgie, Lucembursko, vydaném v roce 1966. Dizertační práci L'oeuvre dramatique d'Alfred de Musset obhájil ve stejném roce 1966. Při práci na fakultě se dále tříbil jeho trvalý zájem o francouzskou literaturu konce 19. a začátku 20. století, literární žánry této éry a o vzájemné francouzsko–české kulturní vztahy v průběhu tohoto období. Založil Centre d'Études des Tendances Marginales dans le Romantisme Français. V roce 1987 se stal docentem a v roce 1991 profesorem.
V období normalizace (1970–1989), které nebylo příznivé pro jeho specializaci, pobýval na četných zahraničních univerzitách (Vratislav, Lublaň, Brest, Dijon). Po roce 1990 byl pozván, aby vyučoval jako profesor na univerzitách ve Vídni, Brestu, Dijonu, Postupimi a Paříži.
V roce 1993 byl profesor Fryčer francouzskou vládou jmenován rytířem Řádu akademických palem (chevalier dans l'Order des Palmes Académiques). V letech 1994–1995 řídil katedru bohemistiky na pařížské Sorbonně a stal se členem – korespondentem Revue d'Histoire Littéraire de France, členem Societé des Études Dix–neuviémistes a Centre de Recherches Révolutionnaires et Romantiques (Clermont–Ferrand).
Kromě činnosti na Ústavu románských jazyků a literatur Filozofické fakulty Masarykovy univerzity v Brně byl též profesorem francouzské literatury na Pedagogické fakultě Jihočeské univerzity v Českých Budějovících.
Zemřel v Brně, po vážné nemoci, 26. září 2006.

## Dílo
Jaroslav Fryčer byl autorem mnoha studií, publikací, monografií a překladů. Jeho rozsáhlé dílo lze zařadit zhruba do třech oblastí. Tou první byly vlastní překlady (Breton, Fourier, Stendhal,
Dumas, Louÿs, Valéry, Borel).
Druhou oblastí byly monografie francouzsky píšících spisovatelů (Musset, Proust, Verhaeren) a literárních kritiků (Starobinski, Barthes, Nadeau) a též stati o literárních směrech (symbolismus, frenetismus, parnasismus).
Třetí oblast činnosti představuje dlouhodobá spolupráce s nakladatelstvími (Československý spisovatel, Odeon, Libri, Host aj.), pro která psal předmluvy, doslovy a kritiky k překladům z francouzštiny od jiných překladatelů.
Byl autorem kapitol Alphonse Daudet, Georges Courteline, Marcel Proust, Georges Bernanos a Jean Giono, 2. svazku Dějin francouzské literatury 19. a 20. století: 1870– 1930 a kapitoly Belgická francouzsky psaná literatura 19. století, 3. svazku téhož díla autora Jana Otokara Fischera z roku 1976.
Pod vedením Jaroslava Fryčera sestavil kolektiv renomovaných překladatelů a badatelů nový
Slovník francouzsky píšících spisovatelů : Francie, Belgie, Lucembursko, Švýcarsko, Kanada, Maghreb a severní Afrika, "Černá" Afrika, Libanon, Oblast Indického a Tichého oceánu, vydaný v roce 2002.
Jaroslav Fryčer se zasloužil o rozvoj a propagaci studia francouzského jazyka a literatury v České republice a stal se vzorem pro mnoho dalších vědeckých pracovníků, překladatelů a pedagogů.

### Spisy v češtině
- 1984 Básníci pařížské bohémy: 1830–1848, Praha, Odeon
- 1988 Neznámý Parnas: antologie francouzské parnasistní poezie, Praha, Odeon
- 2002 Slovník francouzsky píšících spisovatelů: Francie, Belgie, Lucembursko, Švýcarsko, Kanada, Maghreb a severní Afrika, "Černá" Afrika, Libanon, Oblast Indického a Tichého oceánu, Praha, Libri

### Spisy ve francouzštině
(periodikum zaměřené na francouzský romantismus a vydávané ve spolupráci s univerzitami v Brně, Dijonu a Vídni)
- 1992 Cahiers du Centre d’Études des Tendances Marginales dans le Romantisme Français. Numéro 1, Les Marginalités romantiques : Choix bibliographique (1980 - 1991), Brno, Masarykova univerzita
- 1993 Cahiers du Centre d’Études des Tendances Marginales dans le Romantisme Français. Numéro 2, 3, Entre le frénétique et la fantastique, Brno, Masarykova univerzita
- 1993 Le romantisme frénétique, Brno-Wien, Masarykova univerzita
- 1994 Cahiers du Centre d’Études de Tendances Marginales dans le Romantisme Francais. Numéro 4, 5, Entre le frénétique et la fantastique, Brno, Masarykova univerzita

### Překlady z francouzského jazyka (výběr)
- 1983 O lásce (De l'amour), Stendhal
- 1988 Kniha o kabaretu
- 1990 Literární rozmanitosti, Paul Valéry
- 1997 Kapitán Pamfil (Capitaine Pamphile), Alexandre Dumas starší
- 1997 Žena a loutka: tajemný předmět touhy (Femme et le patin), Pierre Louÿs – předloha filmu Tajemný předmět touhy režiséra Luise Buñuela z téhož roku
- 1999 Champavert - nemorální povídky (Champavert - Contes immoraux), Pétrus Borel
- 2002 Znak, struktura, vyprávění: výbor z prací francouzského strukturalismu.

### Studijní materiály pro posluchače filozofických fakult
(francouzské texty spolu s Lubomírem Bartošem)
- 1972 Lectures choisies: littérature française du 20e siècle, Brno, Univerzita J.E. Purkyně
- 1975 Lectures choisies: littérature française depuis la Révolution, Brno, Univerzita J.E. Purkyně
- 1978 Lectures choisies: littérature française des origines à la Révolution, Praha, SPN
- 1984 Úvod do dějin a kultury Francie, Praha, SPN

## Ocenění
- 1993 Rytíř Řádu akademických palem (Chevalier dans l'Ordre des Palmes Académiques)
- 2002 Zlatá medaile MU, Masarykova univerzita, Brno[3] [4]
- 2006 Pamětní medaile Jihočeské univerzity, České Budějovice[2]